# 張履元
張履元（?—?），字德其，贵州畢節人，清朝政治人物、同進士出身。

## 生平
乾隆五十四年（1789年）己酉科進士，三甲五十七名，改翰林院庶吉士，散館授檢討。